# Pura Maortua
Pura Maortua Lombera, de casada Pura Ucelay (Limpias, Cantabria, 10 de abril de 1883 - Madrid, 3 de diciembre de 1972) fue una directora teatral española del siglo XX.

## Trayectoria

### Primeros años
Nació en una familia acomodada. Su madre fue Purificación Lombera, natural de Limpias y su padre Ramón Maortua, natural de Elorrio (Vizcaya), dedicado a las industrias de grasas y jabones. Su juventud la pasó en Cantabria, pero solía residir temporadas en Madrid con un tío suyo, José Gómez Ocaña, catedrático de fisiología de la Universidad Central. Él la inició en el mundo cultural madrileño y la acompañó en sus viajes por España, Francia e Italia.
Tras casarse con Enrique Ucelay, se instaló definitivamente en Madrid. De su matrimonio nacerán cuatro hijas, una de ellas, la primera mujer de España licenciada en Arquitectura y ganadora del Premio Nacional en 2004, Matilde Ucelay. Otra hija suya fue Margarita Ucelay, filóloga y especialista en la obra de García Lorca.

### Lyceum Club Femenino
Fue socia fundadora del Lyceum Club Femenino, inaugurado en noviembre de 1926 en la Casa de las Siete Chimeneas. Ella fue la encargada de la decoración. La prensa se hizo eco de la inauguración, Eusebio de Gorbea, esposo de Elena Fortún,  en un artículo aparecido en el periódico La libertad, trazaba una semblanza de las fundadoras más prestigiosas entre las que figuraba Maortua. El artículo concluía con unas preguntas que terminarían siendo contestadas por varias de ellas. Las respuestas de Maortua aparecieron el 24 de diciembre de ese mismo año. En ellas ofrece una perspectiva feminista:
"El nacimiento del lyceum club lo creo debido a la necesidad que sentía la mujer española de conquistar sus fueros y la consideración que le corresponde, como un ser humano de análoga capacidad, derechos y obligaciones que el hombre."
Además lo consideraba un gran avance para la cultura tanto para el hombre como para la mujer.

### La Cívica
Junto a María Lejárraga y María Rodrigo fundó la Asociación Femenina de Educación Cívica, conocida popularmente como La Cívica. Esta fundación fue anunciada por Lejárraga en agosto de 1931 desde la tribuna del Ateneo y después con octavillas y sueltos en los periódicos. Comenzaron las actividades en marzo de 1932 en locales de la Escuela Superior de Magisterio de Madrid trasladándose en junio a una sede propia. Era una asociación dirigida a la clase media, que además de proporcionar un espacio de reunión y una plataforma de acción social se preocupaba de la formación cultural.  Entre quienes impartieron cursos figuraban Clara Campoamor, María de Maeztu y Fernando de los Ríos. De la Cívica también surgió el Club Anfistora. En un principio se iba a llamar Club Teatral de Cultura, pero por sugerencia de García Lorca tomó ese nombre.

### Club Anfistora
En otoño de 1932 pidió a García Lorca permiso para representar La zapatera prodigiosa. Lorca accedió pero quiso que la reposición de la farsa fuese acompañada del estreno de una obra suya censurada. Para ello, Maortua debía conseguir alguna de las copias requisadas. Lo consiguió y el 5 de abril de 1933 estrenó en el Teatro Español Amor de don Perlimplín con Belisa en su jardín, que terminada en 1928 había sido prohibida por la dictadura de Primo de Rivera por su contenido erótico. Gregorio Marañón se levantó de su butaca escandalizado por el erotismo y la debilidad varonil de Perlimplin.  Colaboraron en la puesta en escena el dibujante Santiago Ontañón y el escenógrafo Fontanals. Maortua creó el vestuario.
En enero de 1935 estrenó una versión de Peribáñez y el comendador de Ocaña llevando la dirección con García Lorca con motivo del aniversario de la muerte de Lope de Vega. Fue un gran éxito y, aunque superaban en calidad a las compañías profesionales que concurrían al premio del mejor representación concedido por el Ayuntamiento de Madrid, no pudieron recibirlo por la protesta de dichas compañías. En compensación, recibieron la ayuda necesaria para la realización de una nueva presentación.
En 1935 obtuvo permiso de Valle Inclán para llevar a escena el esperpento de Los cuernos de don Friolera. El estreno estaba previsto para principios de 1936 pero al morir el autor se truncó ante la petición de la viuda Josefina Blanco, que conocía a Maortua del Lyceum. Valle había dejado expresada su última voluntad en la que prohibía hacer manifestación alguna de su muerte porque temía que se utilizase con fines políticos. Los actores se rebelaron y, marchándose del Anfístora, lo estrenaron con la compañía teatral Nueva Escena cuyos directores eran Rafael Alberti  y María Teresa León.
Realizó el primer intento de una puesta en escena de Así que pasen cinco años en mayo de 1936 colaborando con el autor, pero su asesinato lo hizo imposible. Según Ian Gibson, fue Lorca quien le propuso retrasar el estreno hasta después de Doña Rosita la soltera, que le granjearía el favor del público ya que él mismo era consciente de que era una obra difícil de ser entendida. Se conserva el manuscrito mecanografiado de Maortua que sirvió para los ensayos y que contiene correcciones de puño y letra de Lorca.

### Tras la Guerra Civil
Después de la guerra colaboró con Arturo Ruiz Castillo en el vestuario de alguna de sus películas. También en el Teatro de cámara y Ensayo dirigió Deseo bajo los olmos. En los últimos años de su vida padeció una enfermedad que le impedía leer. Murió el 3 de diciembre de 1972, a los 89 años.

## Descendencia y legado
Maortua tuvo cuatro hijas: una de ellas fue Matilde Ucelay, la primera arquitecta de España, y otra, Margarita Ucelay, que siguió la labor que su madre había iniciado sobre la obra de Lorca, en su vida académica desarrollada en Estados Unidos.